# تايلر ريكس
غابرييل ألان توفت (بالإنجليزية: Gabriel Alon Tuft)‏ (ولد في 1 نوفمبر 1978) المشهور باسم الحلبة تايلر ريكس هو مصارع محترف أمريكي. حُدد ذكرًا عند الولادة، وقد ظهر غابي توفت علنًا كأنثى متحولة جنسيا في فبراير 2021.

## وصلات خارجية
- تايلر ريكس على موقع IMDb (الإنجليزية)
- تايلر ريكس على موقع قاعدة بيانات الفيلم (الإنجليزية)
- تايلر ريكس على موقع دبليو دبليو إي (الإنجليزية)
- تايلر ريكس على موقع CageMatch worker (الإنجليزية)
- تايلر ريكس على موقع قاعدة بيانات المصارعة على الإنترنت (الإنجليزية)
- تايلر ريكس على موقع عالم المصارعة على الإنترنت (الإنجليزية)
- تايلر ريكس على موقع عالم المصارعة على الإنترنت (الإنجليزية)

- الملف الشخصي
- الملف الشخصي